# El fantasma y Doña Juanita
El fantasma y Doña Juanita és una pel·lícula còmica espanyola, estrenada en 1945. Fou dirigida per Rafael Gil Álvarez i protagonitzada per Antonio Casal, Mary Delgado i Juan Espantaleón. Els decorats foren dissenyats per Enrique Alarcón.

## Argument
Doña Juanita és una dona que viu perseguida per l'esperit d'un pobre pallasso, del qual un dia es va enamorar i que va morir en salvar-la a ella d'una mort segura per un incendi en el circ.

## Repartiment
- Antonio Casal - Tony / José
- Mary Delgado - Juanita / Rosita
- Juan Espantaleón - Pierre Brochard
- Alberto Romea  - Don Laureano
- Milagros Leal - Ernestina
- Camino Garrigó - Doña Juanita
- José Isbert - Don Pancho
- Juan Domenech - El cura Don Elpidio
- José Prada - Machuca
- Joaquín Roa - El alcalde
- José Jaspe - Amaru
- Enrique Herreros - El faquir
- Nicolás D. Perchicot - Sacristán
- José Ramón Giner - El fotógrafo
- Julio Infiesta - Gamberro #1
- Fernando Fresno - El bombero
- Emilio Santiago - Hombre en público
- Juana Mansó  - Gitana
- Casimiro Hurtado - Director de pista
- Angelita Navalón - Rosario
- Mariana Larrabeiti - Engracia
- José Calle  - Empleado del circo
- Manuel París  - Socio del casino
- Santiago Rivero  - Gamberro #2
- Julia Pachelo - Mujer de don Sixto Olivares
- Manuel Requena - El barbero
- María Cañete - Planchadora
- Luis Rivera - Gamberro #3

## Premis
1a edició de les Medalles del Cercle d'Escriptors Cinematogràfics
| Categoria     | Nominats     | Resultat   |
| ------------- | ------------ | ---------- |
| Millor actriu | Mary Delgado | Guanyadora |

Premis del Sindicat Nacional de l'Espectacle de 1945 (5è lloc)